# Stylaster flabelliformis
A Stylaster flabelliformis a hidraállatok (Hydrozoa) osztályának Anthoathecata rendjébe, ezen belül a Stylasteridae családjába tartozó faj.

## Előfordulása
A Stylaster flabelliformis előfordulási területe az Indiai-óceánban és a Csendes-óceán nyugati felén van.

## Életmódja
Ez a tengeri élőlény 3-293 méteres mélységek között található meg. Szilárd tárgyakhoz rögzített, meszes vázban él.